# Noah Munck
Noah Munck, född 3 maj 1996, är en amerikansk skådespelare. Han har medverkat i TV-serien Icarly på Nickelodeon, där han spelade Gibby som hjälper till med serien. Han spelade mot bland andra Miranda Cosgrove, Jennette McCurdy och Nathan Kress. Munck har också medverkat i Bad Teacher, där han spelar Tristan, tillsammans med Justin Timberlake, Cameron Diaz med flera.

## Filmografi (urval)
- 2007–2012 – Icarly (TV-serie)
- 2009 – All About Steve
- 2011 – Bad Teacher